# Institut d'Estudis Catalans
|  | «IEC» redirigeix aquí. Vegeu-ne altres significats a «IEC (desambiguació)». |

L'Institut d'Estudis Catalans (IEC) és una corporació acadèmica, científica i cultural que té per objecte la recerca científica en tots els elements de la cultura catalana. És l'acadèmia catalana de les ciències i les humanitats. S'ocupa de totes les disciplines del coneixement i el seu àmbit d'actuació és totes les terres de parla catalana. Va ser fundat el 1907 per Enric Prat de la Riba, i ha estat un instrument de normalització lingüística, científica i cultural del país, amb una vocació internacional, ja que des del 1922 forma part de la Unió Acadèmica Internacional. Està inscrit al Registre d'Acadèmies del Departament de Justícia de la Generalitat de Catalunya, constituït com una Corporació de dret públic amb base privada sense cap dependència orgànica de l'Administració.
Entre els seus projectes històrics més rellevants, cal destacar l'expedició històrico-arqueològica de l'Institut d'Estudis Catalans a la Vall d'Aran i la Ribagorça per a la recuperació dels tresors romànics dels Pirineus, avui conservats al Museu Nacional d'Art de Catalunya i la creació de les normes ortogràfiques del català, impulsades per Pompeu Fabra. També hi destaquen la creació del Servei Meteorològic de Catalunya, del Servei Cartogràfic i de la Biblioteca de Catalunya.
Durant la dictadura franquista, l'IEC va continuar actuant en la clandestinitat, fins que el 1976 fou reconegut de nou com a corporació acadèmica.
Actualment actua com a assessor dels poders públics i de les institucions de recerca i es pronuncia sobre qüestions estratègiques pel país. Impulsa un centenar de programes de recerca mitjançant cinc seccions que apleguen més de dos-cents membres i deu mil professionals, relacionats amb l'IEC mitjançant vint-i-vuit societats filials. Organitza anualment els Premis Sant Jordi, que reconeixen els millors treballs de recerca científica dels Països Catalans. També organitza conferències, jornades, congressos i exposicions arreu del territori, i edita més d'un centenar de publicacions científiques anualment.

## Seu
L'Institut d'Estudis Catalans està ubicat a l'antiga Casa de Convalescència, un edifici del segle xvii que forma part del gran conjunt sanitari de l'antic Hospital de la Santa Creu, que també comparteixen l'actual Biblioteca de Catalunya i la Reial Acadèmia de Medicina de Catalunya.

### Delegacions
L'IEC també compta amb delegacions de la institució a les ciutats d'Alacant (Universitat d'Alacant), Castelló (Centre Municipal de Cultura), Lleida (Universitat de Lleida), Perpinyà (Universitat de Perpinyà), València (sense seu pròpia, fa activitats a l'Octubre Centre de Cultura Contemporània) i Palma (sense seu).

## Organització
Els òrgans de govern de l'IEC consten de l'equip de govern, del consell permanent i del ple.

### Equip de govern
L'equip de govern és l'òrgan executiu i administratiu. A data del 6 de juny del 2021, té la següent composició:
- Presidència: Maria Teresa Cabré i Castellví (2021–)
- Vicepresidència primera: Marta Prevosti i Monclús (2021–)
- Vicepresidència segona: Maria Corominas i Piulats (2021–)
- Secretaria general: Àngel Messeguer i Peypoch (2021–)

### Consell permanent
El consell permanent actua per delegació del ple i exerceix el govern de la institució. Està format per l'equip de govern i les presidències de les seccions. A data del 6 de juny del 2021, té la següent composició:
- Presidència: Maria Teresa Cabré i Castellví (2021–)
- Vicepresidència primera: Marta Prevosti i Monclús (2021–)
- Vicepresidència segona: Maria Corominas i Piulats (2021–)
- Secretaria general: Àngel Messeguer i Peypoch (2021–)
- Presidència de la Secció Historicoarqueològica: Ramon Pinyol i Torrents (2018–)
- Presidència de la Secció de Ciències Biològiques: Pere Puigdomènech i Rosell (2017–)
- Presidència de la Secció de Ciències i de Tecnologia: Alícia Casals i Gelpí (2018–)
- Presidència de la Secció Filològica: Nicolau Dols Salas
- Presidència de la Secció de Filosofia i de Ciències Socials: Jaume Guillamet i Lloveras (2020–)

### Ple
El ple és l'òrgan màxim de govern. És constituït pels membres numeraris i emèrits, i pels presidents de les societats filials. A data del 6 de juny del 2021, consta d'un total de 351 persones.

### Delegacions de la presidència
Les delegacions de la presidència són càrrecs territorials amb funcions de representació de la presidència. A data del 6 de juny del 2021, són les següents:
- Delegació a Alacant: Vicent Martines i Peres
- Delegació a l'Alguer: Antoni Torre
- Delegació a Castelló: Vicent Pitarch i Almela
- Delegació a Palma: Damià Pons i Pons
- Delegació a Lleida: Ramon Sistac i Vicén
- Delegació a Perpinyà: Martina Camiade Boyer
- Delegació a València: Juli Peretó i Magraner

## Història

### Primera etapa

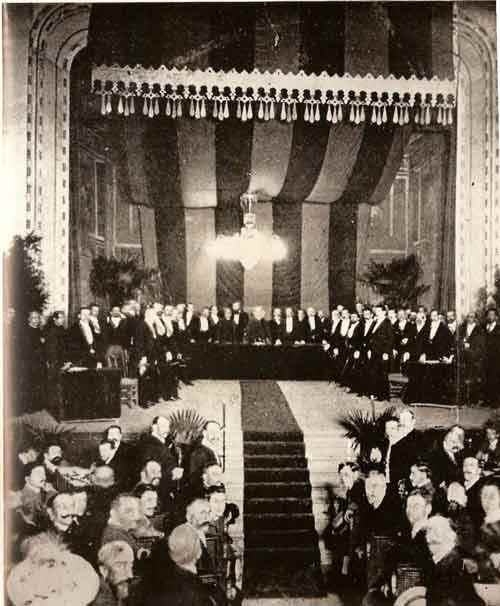
Inauguració del I Congrés Internacional de la Llengua Catalana el 1906

El 1906, en el Primer Congrés Internacional de la Llengua Catalana que organitzava Antoni Maria Alcover, es va promoure la creació d'una entitat per organitzar la cultura als Països Catalans, com a resposta a la desatenció de la cultura que hi havia per l'Estat espanyol i seguint l'exemple europeu com França que havia creat l'École des Hautes Études o Itàlia amb les Deputazioni di storia patria.
El 18 de juny de 1907 el president de la Diputació de Barcelona Enric Prat de la Riba va fundar l'IEC sense fer propaganda que pogués generar polèmiques. Es va elegir com a primer president de l'entitat Antoni Rubió i Lluch, figura de consens, catedràtic de la Universitat de Barcelona que havia consolidat els Estudis Universitaris Catalans i que era deixeble de Manuel Milà i Fontanals. Els altres membres seleccionats van ser:
- Josep Pijoan, en el càrrec de secretari. Era el més jove de tots ells, un historiador de l'art i arquitecte, vocal de la Junta de Museus i secretari del Primer Congrés Internacional de la Llengua Catalana.
- Josep Puig i Cadafalch, l'arquitecte i polític que comptava amb la seva trajectòria com a historiador de l'art i professor dels Estudis Universitaris Catalans.
- Jaume Massó i Torrents, historiador i creador de L'AvençL'Avenç i també professor dels Estudis Universitaris Catalans.
- Joaquim Miret i Sans, historiador
- Guillem M. de Brocà, jurista i historiador del dret, degà del Col·legi d'Advocats de Barcelona entre el 1911 i el 1915, i membre de la Reial Acadèmia de Bones Lletres de Barcelona.
- Miquel dels Sants Oliver, historiador i expert en bibliografia estrangera, era el secretari de la Reial Acadèmia de les Bones Lletres de Barcelona.
- Pere Coromines, economista, escriptor i polític.

Com a secretaris redactors es van situar dos alumnes dels Estudis Universitaris Catalans: Jordi Rubió i Balaguer, fill del president i Ramon d'Alòs i de Dou, substituït l'any 1909 per Francesc Martorell i Trabal. Aquests tres membres amb veu sense vot, eren uns joves que juntament amb Ramon d'Abadal, Ferran Valls i Taberner i d'altres, prendrien el relleu del nucli fundacional.
El primer nucli de l'Institut es va instal·lar el 28 de juliol de 1908 al segon pis de l'actual Palau de la Generalitat, en aquell moment Palau de la Diputació, a les dependències que havia ocupat fins feia poc l'Audiència Provincial. Es va dedicar fonamentalment als estudis històrics i a la catalogació i preservació de l'art romànic del Pirineu. La primera organització de l'entitat va consistir en quatre seccions: la d'història, la d'arqueologia, la de literatura i la de dret. Ja des de bon començament, s'intentà donar a la institució un caràcter marcadament patriòtic, sense anar però en detriment de l'objectivitat i del rigor científic.
En aquest període es publiquen els Anuaris de la institució i obres independents com Les pintures murals catalanes de Josep Pijoan, L'arquitectura romànica a Catalunya de Puig i Cadafalch, Les monedes catalanes de Joaquim Botet i Sisó i Documents per a la història de la cultura catalana mig-eval d'Antoni Rubió i Lluch.
Una de les primeres tasques que es dugueren a terme fou la creació d'una Biblioteca de Catalunya que es finalitzà l'any 1914. L'objectiu d'aquesta era construir una extensa font bibliogràfica que servís de suport per a tots els investigadors que hi estiguessin interessats.

### Primera ampliació

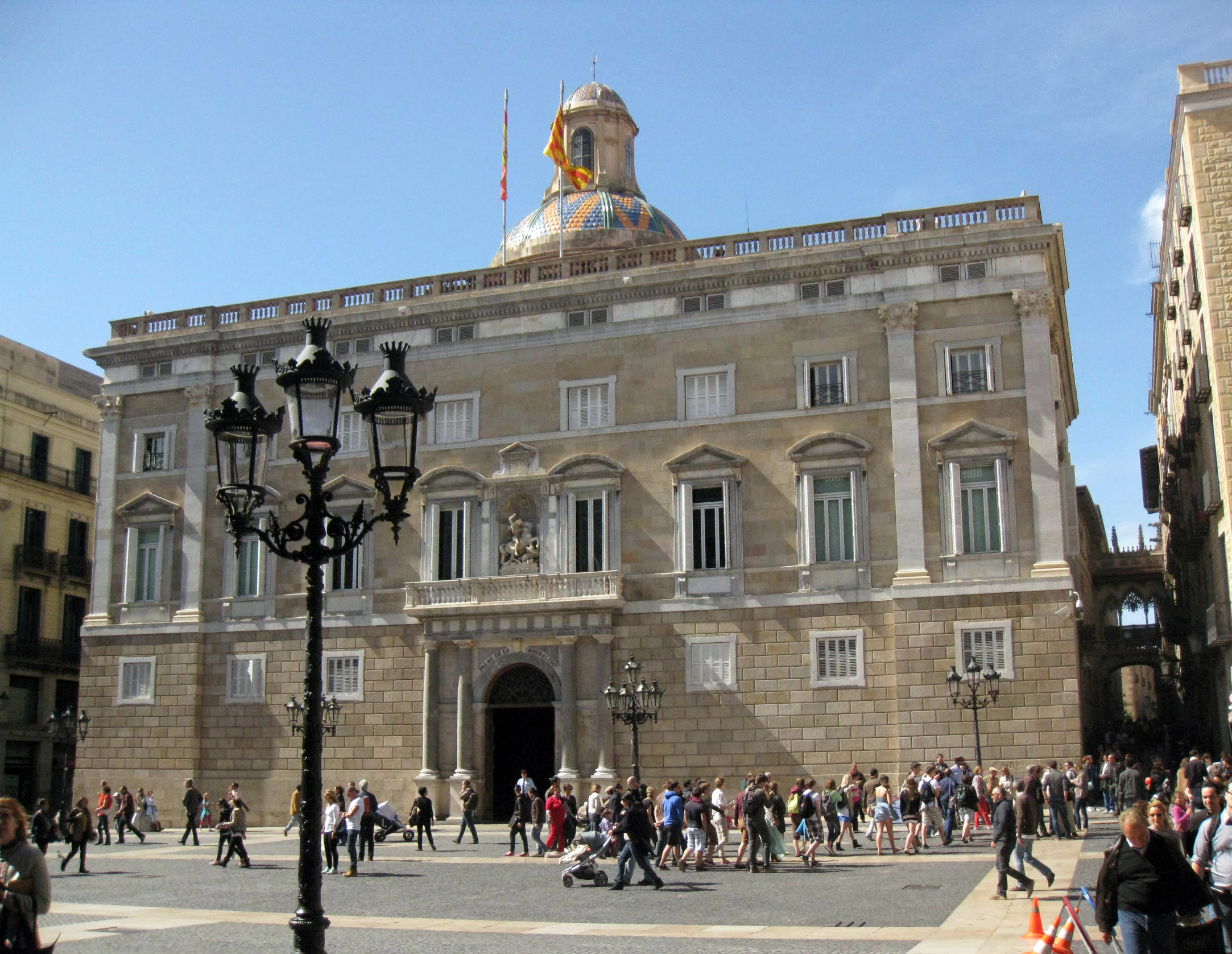
Inicialment es va ubicar al Palau de la Generalitat de Catalunya, a les dependències de l'antiga Audiència Provincial de Barcelona

El 1911 es començà a fer evident que hi havia una gran quantitat de qüestions que l'Institut havia d'atendre i de les quals sovint no podia fer-se'n càrrec per no estar dins del seu àmbit d'activitats. El més important de tots és la d'impulsar la llengua catalana i fomentar-ne l'ús a tot el territori, d'aquí la necessitat de crear una secció filològica, que amb el suport institucional de Prat de la Riba va dur a terme el procés de depuració i normativització de la llengua. El restabliment i l'organització de la cultura catalana que li eren assignats no els podia dur a terme amb la constitució i el marc inicials. Així, el 9 de febrer de 1911, l'Institut sortí del període constitutiu i entrà en el compliment directe de la seva missió de cultura, en el qual va trobar-se amb “una infinitat de qüestions i problemes que demanaven impulsió i estudi i als quals no podia atendre perquè no entraven dins el camp d'activitat que, d'una manera taxativa, va assenyalar-li el dictamen-acord de fundació”.
En neix la necessitat de crear una Secció Filològica, que, entre altres comeses, tindrà la de «l'organització de la col·laboració en totes les terres de llengua catalana, des de Perpinyà a Elx i des de Fraga d'Aragó a Alguer de Sardenya». Tindrà, així mateix, la missió «d'estimular o fomentar la restauració, això és, l'enfortiment, l'expansió de la llengua catalana», és a dir, la normalització del seu ús.
Una altra gran preocupació de la comunicació de Prat de la Riba és l'estudi «de les ciències matemàtiques, físiques, biològiques, predilectes de la civilització contemporània, i el florir joiós de les quals és mirat en cada país com a indispensable, no tan sols a l'assoliment de la seva majoritat intel·lectual, sinó a son mateix progrés material i prosperitat econòmica». El punt de partença és precari: «entre nosaltres, en aquest ordre de coses, tot, absolutament tot, està per fer». Per això proposa la creació d'una nova secció, la de Ciències, que «aplegant homes i obres especialment donats al cultiu de les ciències matemàtiques, físiques i naturals, serà el primer pas, i el més decisiu segurament, en aquesta empresa transcendental que ha de conduir-nos al nostre ple viure científic universal».
Un cop reorganitzada l'entitat aquesta constarà de tres seccions: la secció històrico-arqueològica, dirigida per Antoni Rubió i Lluch, la filològica, dirigida per Antoni Maria Alcover, en la que s'hi van sumar Pompeu Fabra provinent de Bilbao on ocupava la càtedra de química, i el poeta Joan Maragall, mort poc després. La secció de ciències, dirigida pel metge Miquel Àngel Fargas, comptava com a membres amb Josep Maria Bofill i Pichot, Pere Coromines, Eugeni d'Ors com a secretari, August Pi i Sunyer, Esteve Terradas i Ramon Turró. Amb aquesta reforma la institució passava de vuit a vint-i-un membres amb una gran projecció social. La seva presidència va passar a ser rotativa per torns quadrimestrals entre els presidents de les seccions amb una secretaria general permanent ocupada per Eugeni d'Ors fins a la seva destitució el 1920, moment en què va ser substituït per Ramon d'Alòs-Moner i de Dou.
El model seguit fou el de l'Institut de França, compost de cinc grans acadèmies. Però hom evità curosament el terme acadèmia, que, a judici de Prat, tenia més objectius de glorificació que no pas d'estudi: foren escollits els d'institut o secció, és a dir, comissió de treball, centre d'investigació científica. Després d'un període de vacil·lació, s'imposà el terme secció davant la relativa incongruència d'un Institut constituït per instituts. En definitiva, Prat de la Riba proposava «de completar l'Institut d'Estudis Catalans amb la Secció de Ciència i la Secció Filològica». Per un dictamen acord d'ampliació emès per la Diputació de Barcelona el 14 de febrer de 1911, l'Institut és constituït per tres seccions: la Secció Històrico-Arqueològica, la Secció de Ciències i la Secció Filològica. Llavors començà un període extremament fecund de l'Institut i de la cultura científica catalana.
El període de la dictadura de Primo de Rivera comportà un trasbals per a l'Institut: les subvencions oficials que li havien permès de descabdellar les seves activitats científiques li foren retirades. La Diputació de la dictadura es feu càrrec dels seus nombrosos serveis i de la Biblioteca. Malgrat tot, i gràcies a subvencions privades, entre les quals sobresurten les de Rafael Patxot i de Francesc Cambó, mantingué un cert ritme de publicacions, i el període, de curta durada, no comportà sinó una sotragada passatgera.

### Trasllat a la Casa de Convalescència

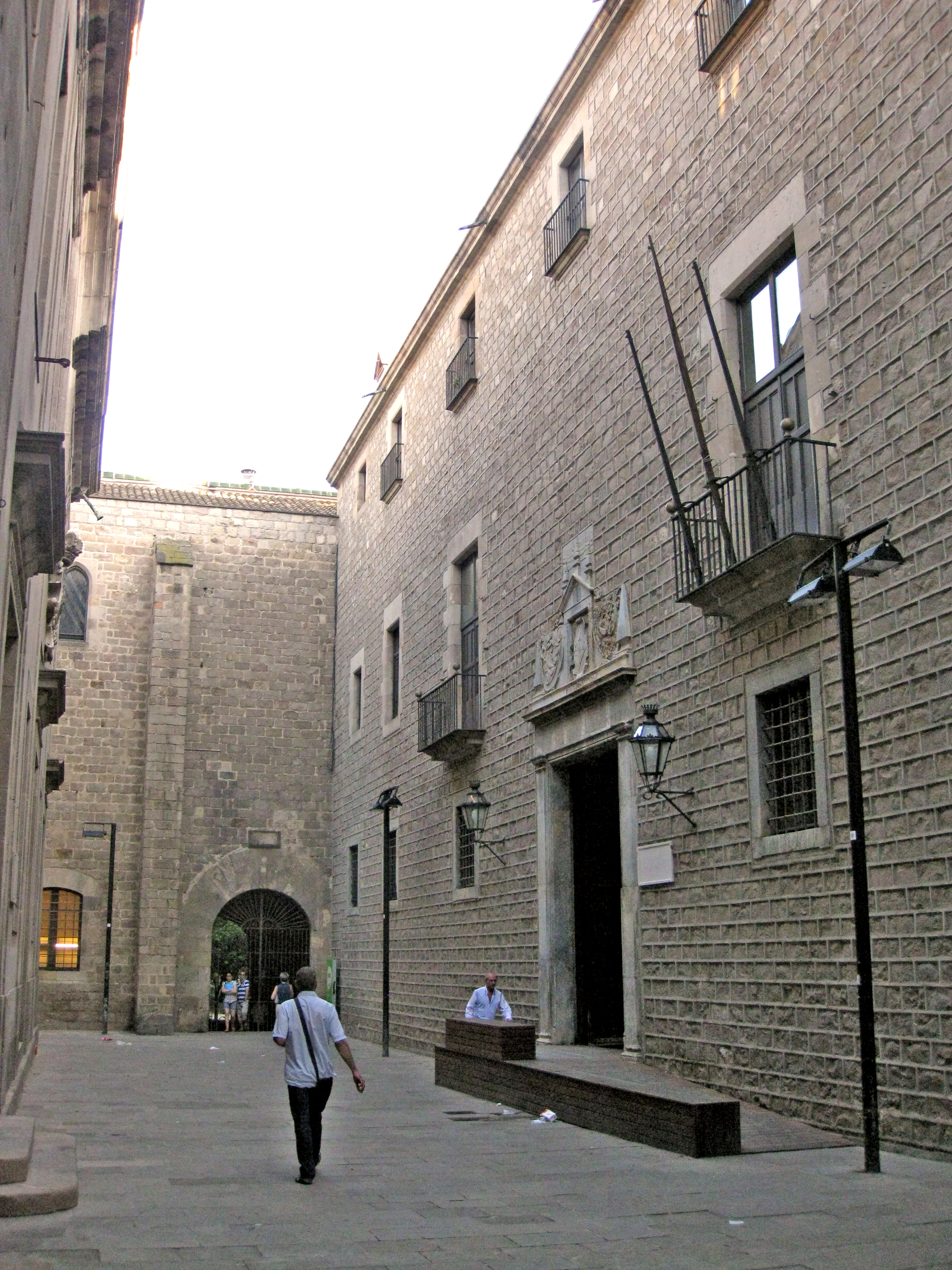
El 1931 es va inaugurar el trasllat a la Casa de Convalescència de Barcelona

L'any 1930 la Diputació li retornà subvencions i serveis i li conferí «completa autonomia, tot conservant el seu noble protectorat econòmic», com deia Puig i Cadafalch en el discurs d'acceptació dels nous locals, cedits per l'Ajuntament, «contribuint la Diputació a pagar les despeses que ocasioni la restauració dels edificis i les instal·lacions i trasllat». El dia 30 de març de 1931, sota la presidència de l'alcalde Barcelona, el comte de Güell, acompanyat de J. Maluquer i Viladot, president de la Diputació, i J. Puig i Cadafalch, president de l'Institut, se celebrà «el lliurament a l'Institut d'Estudis Catalans, per l'alcalde de la ciutat en nom de l'Ajuntament, d'ambdós edificis històrics —la Casa de Convalescència i l'Hospital de la Santa Creu, al carrer del Carme— per a la instal·lació de tots els serveis de l'Institut en aquella casa i de la Biblioteca en els grans locals de l'Hospital».
| «                                                                            | Per aquestes sales que l‘Ajuntament ens dona i que la Diputació restaurarà i adaptarà, hom veu passejar els físics, els matemàtics, els grans pensadors de l'esdevenidor, que formaran, amb els estudiosos de les altres disciplines, els escollits de la gran democràcia catalana | » |
| — Josep Puig i Cadafalch, Discurs d'inauguració de la Casa de Convalescència | |   |

Era el reconeixement públic i explícit en boca del president de la Diputació: «L'Institut somiat era modest en els seus començos del 1907 […] i s'és tornat avui una obra cultural de renom universal que ha portat arreu del món l'aire i la ciència de la Pàtria». I, en efecte, la Diputació de Barcelona, primer, i la Generalitat de Catalunya, després, donaren ple suport a la institució i la convertiren en pern de la política científica del país.

### Supervivència durant el Franquisme

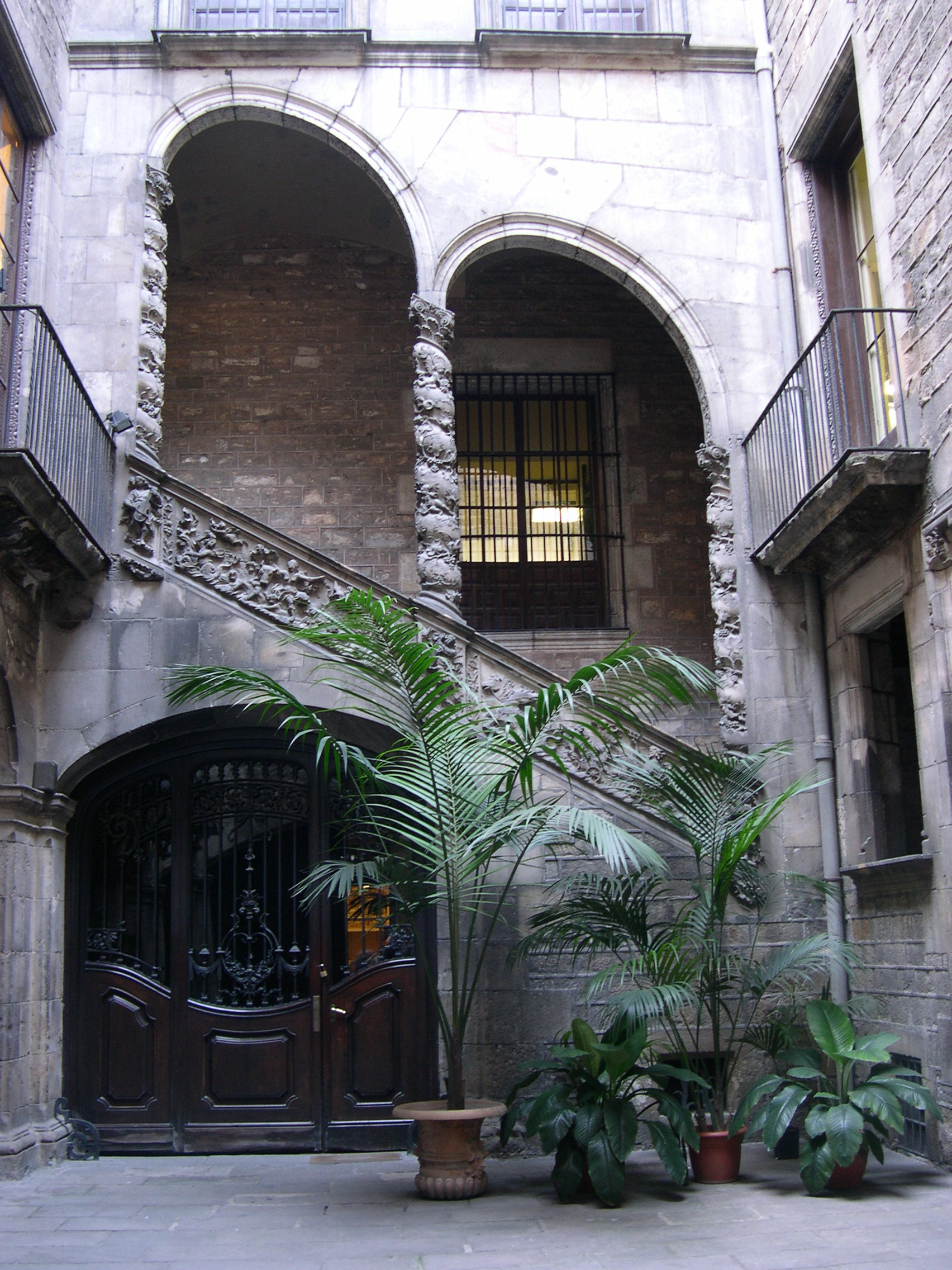
Entre 1962 i 1982 l'IEC es va ubicar al Palau Dalmases del Carrer Montcada

Ocupada Barcelona per les tropes de Franco, l'Institut fou donat per desaparegut, la Diputació franquista s'emparà dels seus locals i suprimí el Patronat de la Biblioteca (que fou anomenada Central, com a l'època de Primo de Rivera). A conseqüència de la repressió, els seus locals foren deixats en un abandó total (amb tots els materials de treball que hi havia dintre), si no cedits a altres organismes. El nou règim no veia amb bons ulls una institució que basava la seva actuació ensems en el rigor científic, en la catalanitat i en l'obertura internacional.
A poc a poc, però, els membres de l'Institut que no havien hagut d'exiliar-se s'anaren reunint en cases particulars, i a partir del 1942 reprengueren les reunions regulars clandestinament. Aquell mateix any eren nomenats nous membres per a substituir els difunts o com a adjunts dels exiliats. Sota la presidència d'homes com Josep Puig i Cadafalch, Eduard Fontserè, Carles Riba, i al nou secretari general, Ramon Aramon i Serra, que l'any 1942 ocupà el lloc de Ramon d'Alós-Moner (mort l'any 1939), l'Institut va actuar com a punt de referència en la lluita de la resistència cultural catalana.
Amb l'ajuda d'alguns mecenes que sovint amagaren llur nom i, a partir del 1962, gràcies a l'ajut d'Òmnium Cultural, que li donà aixopluc al Palau Dalmases i el subvencionà, l'Institut continuà l'activitat —a un ritme reduït— i mantingué les relacions internacionals. L'any 1947, malgrat la prohibició d'editar llibres de ciència en català, reprengué les publicacions sense passar-les per la censura, amb el risc i les dificultats de tota mena —no solament econòmiques— que això comportava. La Secció Històrico-Arqueològica, entre la represa dels anys quaranta i l'octubre de 1982, quan retornà a la seva seu, publicà una trentena de volums —vint-i-quatre de Memòries—; la Secció Filològica, setze volums de la revista Estudis Romànics, amb un total de cinc milers de pàgines; la Secció de Ciències, seixanta volums dels Arxius; la novella Secció de Filosofia i Ciències Socials, cinc de Treballs. Si hi afegim algunes publicacions generals i les de les societats filials —sobretot de Biologia, d'Història Natural, de Ciències Físiques, Químiques i Matemàtiques i d'Estudis Històrics—, el nombre de volums publicats en aquest temps d'adversitat és de gairebé dos centenars. Són una bona part de la matèria científica publicada en català durant aquest període de més de trenta anys de persecució.

### Segona ampliació
Malgrat la repressió, la corporació prosseguí el seu continu creixement quan aquella s'afeblí. L'any 1968 hom constatà que les matèries que eren tema d'estudi de la Secció de Ciències eren massa heterogènies i el funcionament de la secció en resultava perjudicat. Llavors, a partir d'aquesta, fou creada la nova Secció de Filosofia i Ciències Socials —amb la qual l'Institut en tingué quatre—, que ha desenvolupat activitats importants, entre elles la recerca sobre llengua i comunicació.
Igualment, noves societats filials foren creades dins el marc de l'Institut durant aquest període difícil, que eixamplaren gradualment la incidència en la nostra societat científica: la Societat Catalana d'Estudis Històrics (1946), amb seccions d'Història, de Llengua i Literatura i d'Art i Arqueologia; la Societat Catalana d'Estudis Jurídics (1950), amb seccions de Dret, d'Economia i de Sociologia; la Societat Catalana d'Estudis Litúrgics (1969), i la Societat Catalana de Musicologia (1974).
L'any 1968 es produí una segona ampliació a partir de la secessió de la Secció de Filosofia i Ciències Socials de la secció de Ciències, ja que feia temps que es considerava que aquesta secció tractava temes massa heterogenis.

### Recuperació democràtica

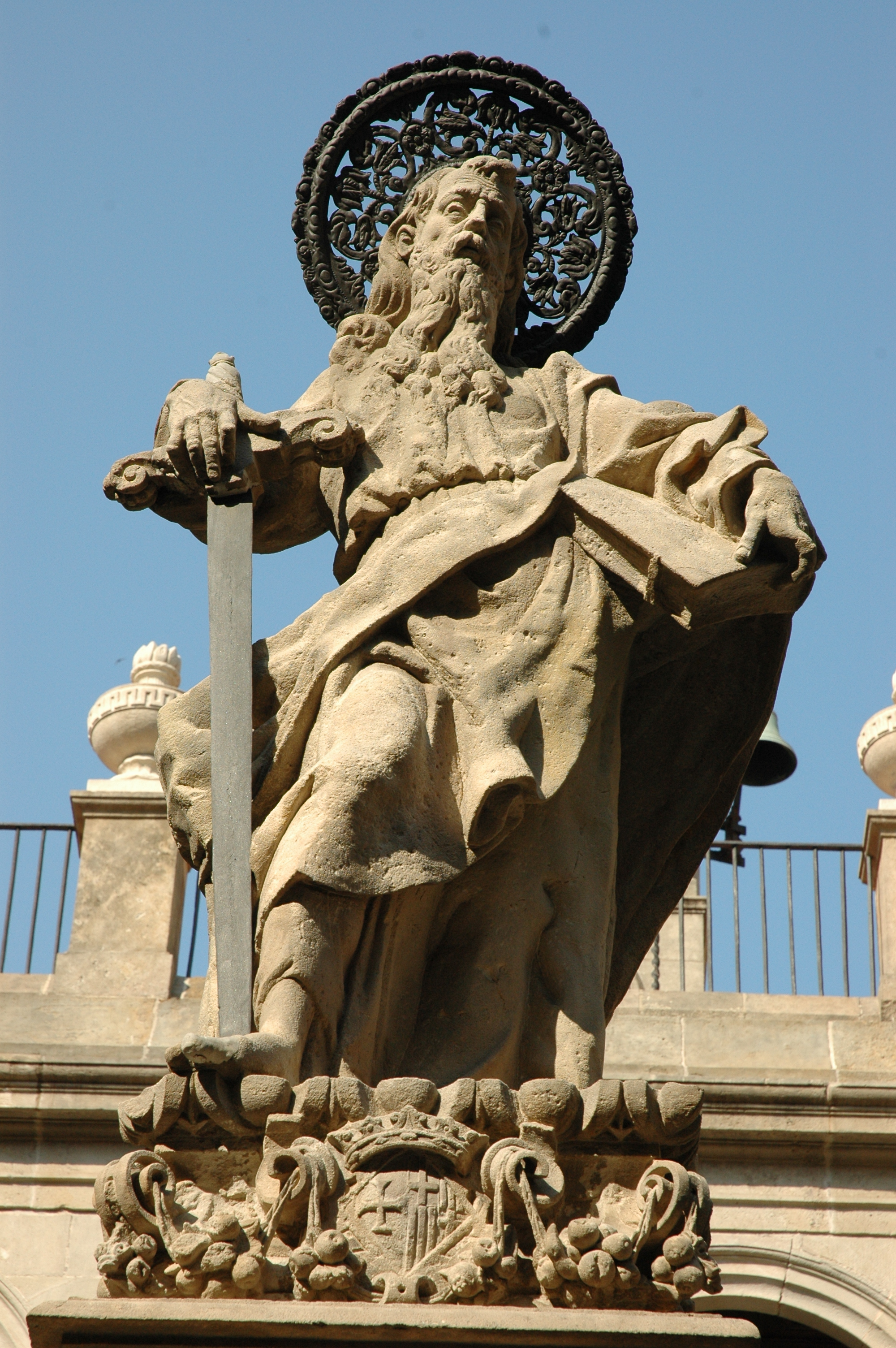
Imatge de Sant Pau que presideix el pati, obra de Lluís Bonifaç

Un cop finalitzada la dictadura i amb el restabliment de la Generalitat de Catalunya, la institució tornà a agafar força. El 1976 l'estat espanyol va tornar a reconèixer oficialment l'Institut i a partir del 1980 la Generalitat de Catalunya en va assumir el pressupost. S'impulsà una reforma consistent en la redacció d'uns nous estatuts i la incorporació de nous membres d'arreu dels Països Catalans.
El 12 de juliol de 1977 es va signar un conveni amb l'Ajuntament de Barcelona que refeia el de 1931 i retornava a l'Institut la Casa de Convalescència, la seva antiga seu, on, restaurada per la Diputació, s'instal·là novament des de l'octubre de 1982. Al mateix temps, la Diputació barcelonina li anà concedint anualment una subvenció important. També les altres diputacions del Principat i alguns ajuntaments, sobretot el de Barcelona, li donaren suport econòmic. Els ministeris de Cultura i d'Educació i Ciència del Govern de l'Estat feren, així mateix, aportacions per a obres d'infraestructures. Cal mencionar, encara, les aportacions de persones o entitats privades, com Òmnium Cultural i la Fundació Noguera, que eren aplicades a activitats concretes. Més enllà de les partides directes, la Generalitat també finança indirectament l'IEC per mitjà de subvencions per a cursets i per a llibres concedides per la CIRIT. Durant aquest període es va promoure la revitalització de les antigues societats filials i la creació de noves: els Amics de l'Art Romànic (1977), la Societat Catalana d'Estudis Numismàtics i la Societat Catalana d'Estudis Clàssics (ambdues el 1979) i la Societat Catalana d'Ordenació del Territori (1980).

### Nous estatuts
Durant el període de reinstauració democràtica fou abordat el nomenament d'un bon nombre d'agregats, especialistes en matèries diferents no cobertes pels antics membres i procedents de tot l'àmbit. Els agregats complien així una múltiple missió: de competència científica, de rejoveniment i de representació territorial, dins la tònica d'exigència científica, de catalanitat i d'obertura que ha guiat l'Institut des dels seus primers anys i li ha valgut el reconeixement nacional i internacional. Aquesta exigència i aquest esperit d'obertura propiciaren l'any 1988 la reforma dels estatuts de la corporació. Després d'un llarg procés de debat, el Ple aprovà els nous Estatuts el 25 d'abril de 1988 i la Generalitat de Catalunya els va inscriure al Registre d'Acadèmies per la Resolució del 17 de maig de 1989. Aquests estatuts incorporaven la viabilitat per a crear noves seccions; l'increment del nombre de membres numeraris de cada secció, que passà de set a vint-i-un, i la creació de la figura de membre emèrit, que permet als membres de més de setanta anys conservar tots els drets dels numeraris, alhora que facilita la incorporació a les seccions de noves generacions d'investigadors.
Basant-se en aquests Estatuts, l'antiga Secció de Ciències es dividí en dues: la de Ciències i Tecnologia i la de Ciències Biològiques, i cada una de les actuals cinc seccions nomenà ja nous membres numeraris per a cobrir aquelles disciplines en les quals l'Institut, per raons històriques o perquè s'havien desenvolupat recentment, no disposava d'especialistes. Juntament amb els Estatuts, la corporació aprovà el 27 de maig de 1988 un nou Reglament de règim intern. El procés de reestructuració culminà el 27 de novembre de 1989 amb l'elecció, d'acord amb la normativa, del Consell Permanent, format pel president, el vicepresident, el tresorer, el secretari general i els presidents de les seccions.

### Actualitat

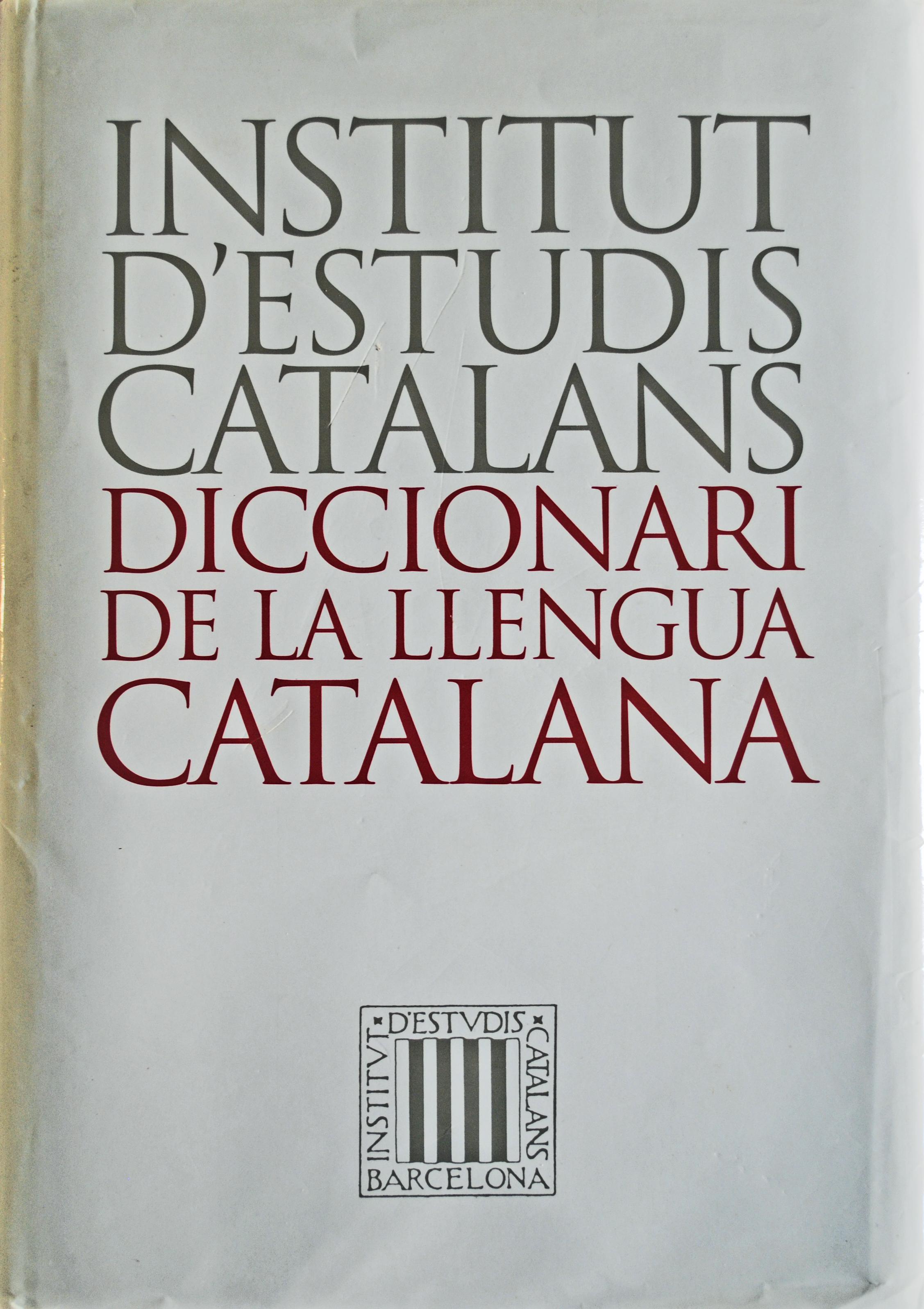
Diccionari de la llengua catalana de l'IEC.

El paper de l'Institut d'Estudis Catalans dins de la comunitat científica i la societat en general s'ha consolidat en els darrers anys i ha agafat un nou impuls amb la incorporació de nous membres numeraris. Acull una bona part de l'elit científica de l'àmbit lingüístic català, donant-li un bon nivell d'influència en la societat catalana. Una bona mostra en fou la publicació, el 1995, del Diccionari de la llengua catalana, que és la revisió, ampliació i actualització del Diccionari general de la llengua catalana de Pompeu Fabra publicat el 1932. També destaquen la publicació dels nou volums de l'Atles lingüístic del domini català, així com del complement, Petit atles lingüístic, i del Diccionari del català contemporani o base de dades de paraules recollides en tota mena de textos publicats els últims cent cinquanta anys. La gran obra lexicogràfica dels anys vint continua, amb eines i metodologies modernes, amb l'elaboració del Corpus textual de la llengua catalana, que aplega més de cinquanta milions d'ocurrències, degudament lematitzades, el qual permet la concepció i l'elaboració de nous diccionaris i està a l'abast dels investigadors per a qualsevol tipus de recerca sobre la llengua. L'any 2008 va anunciar que, mitjançant un conveni amb Google, abocarien una gran part del seu arxiu a la xarxa, unes dos mil publicacions digitalitzades. Alguns exemples són les Cartes Portolanes o textos amb l'arquitectura de Puig i Cadafalch.
El Centre de Recerca Matemàtica és un altre exemple de l'impuls assolit per l'Institut durant els darrers anys i, a la vegada, recull la tradició iniciada per Esteve Terrades, que permeté la presència a Catalunya d'investigadors de la categoria d'Albert Einstein o Hermann Weil. El Centre acull cada any una quarantena d'investigadors estrangers en el camp de la matemàtica. L'existència d'aquest Centre ha donat un gran impuls a la investigació matemàtica de Catalunya i és un bon referent de la tasca de promoció de la recerca que té encomanada l'Institut.
Altres projectes actuals mantenen la tradició instaurada per les primeres activitats de l'Institut al començament del segle xx, com la participació activa de l'Institut en el Parc Arqueològic de Guissona o en la zona arqueològica de la vil·la dels Ametllers a Tossa —imatge actualitzada d'aquell Servei d'Excavacions Arqueològiques—, o la creació d'una base de dades d'art romànic català, que reprèn la línia de Puig i Cadafalch.
Amb les seves seccions i societats filials, l'Institut promou i desenvolupa la recerca en els diferents àmbits de la ciència i de la tecnologia, però principalment en tots els elements de la cultura catalana. La institució és, abans de res, un centre de catalanística, amb la realització de projectes de llarg abast, com són l'elaboració de corpus documentals o de grans edicions crítiques.
L'Institut ha signat convenis de col·laboració amb totes les universitats dels Països Catalans i amb el Consell Superior d'Investigacions Científiques. Com a membre que és de la Unió Acadèmica Internacional, participa en projectes d'àmbit internacional impulsats per aquesta corporació. L'activitat científica i acadèmica de l'Institut queda reflectida en les sèries de monografies o les revistes periòdiques que editen les seccions i les societats filials.

## Seccions
L'institut s'organitza actualment en cinc seccions: La Secció Històrico-arqueològica, la Secció Filològica, la Secció de Ciències Biològiques, la Secció de Ciències i Tecnologia i la Secció de Filosofia i Ciències Socials.

### Secció Històrico-Arqueològica
Es va crear el 1911, quatre anys després de la fundació de l'Institut, en consolidar-se l'especificitat de la recerca històrica dins l'àmbit de la catalanística. La Secció emet informes i dictàmens sobre escuts municipals, banderes i béns d'interès cultural a Catalunya. La recerca de la Secció comprèn la història de la literatura, la història de les arts i la història del dret, enteses en el sentit més ampli i centrades en l'estudi dels territoris de llengua catalana. Té com a objectiu protegir els principals arxius i biblioteques ja tinguin un interès històric o literari. A través del Servei d'Investigacions s'han excavat i estudiat, entre d'altres, coves, necròpolis, pintures rupestres, restes romanes, poblats prehistòrics o ibèrics. Tot això a diferents indrets del país, com Capellades, Centelles, Puig Castellar, Olèrdola, Ribes, Rubí, Sabadell, Sant Feliu de Guíxols, Sant Martí Sarroca, Tarragona, Terrassa i Vilassar. El seu president és Josep Massot i Muntaner i el vicepresident Albert Balcells i González.
La secció inclou diverses societats filials: Amics de l'Art Romànic, Societat Catalana d'Estudis Hebraics, Societat Catalana d'Estudis Històrics, Societat Catalana d'Estudis Litúrgics, Societat Catalana d'Estudis Numismàtics i la Societat Catalana de Musicologia.

### Secció de Ciències Biològiques
Fou creada el 1989 en desdoblar-se l'antiga Secció de Ciències, que havia estat fundada el 1911. Tot i aquest desdoblament, les dues seccions continuen col·laborant conjuntament. La secció desenvolupa programes de recerca encabits en l'àmbit de la catalanística, de caràcter terminològic o orientats a l'estudi del patrimoni biològic i genètic. D'altra banda, impulsa recerques no pròpiament centrades en territoris de parla catalana que contribueixen, però, al desenvolupament i a la difusió de la recerca. El seu president és Pere Puigdomènech i Rosell i el vicepresident Ramon Bartrons i Bach.
Formen aquesta secció les següents societats filials: Associació Catalana de Ciències de l'Alimentació, Institució Catalana d'Estudis Agraris, Societat Catalana de Biologia, Institució Catalana d'Història Natural i Societat Catalana d'Història de la Ciència i de la Tècnica. Les dues últimes també estan adscrites a la Secció de Ciències i Tecnologia

### Secció de Ciències i Tecnologia
Creada també el 1989 amb l'escissió de la Secció de Ciències. La Secció comprèn actualment quatre àrees de ciències —Matemàtiques, Física, Química i Geologia—, i quatre àrees de tecnologia —Industrial, de la Construcció, de la Informació i Comunicació, i de la Terra. Presideix la Secció Alícia Casals i Gelpí i n'és vicepresident Miquel Canals i Artigas
Formen aquesta secció les següents societats filials: Societat Catalana de Física, Societat Catalana de Matemàtiques, Societat Catalana de Química, Societat Catalana de Tecnologia, Institució Catalana d'Història Natural, Societat Catalana d'Història de la Ciència i de la Tècnica. Les dues últimes també estan adscrites a la Secció de Ciències Biològiques.

### Secció Filològica

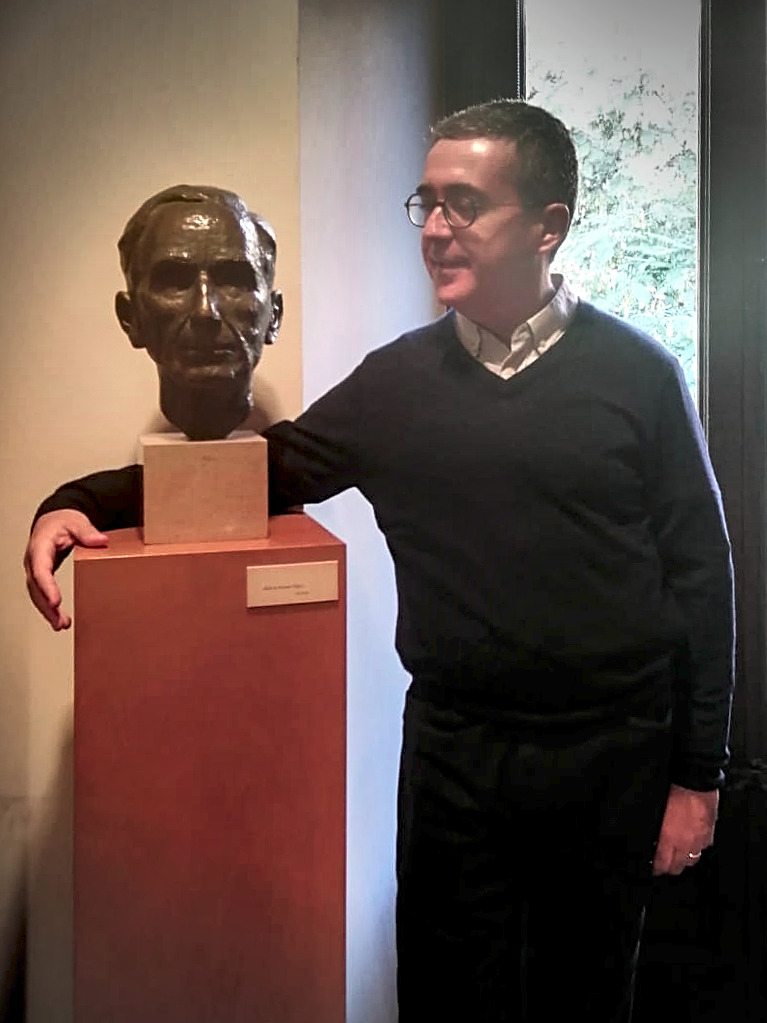
Nicolau Dols Salas, actual president de la secció

La Secció Filològica de l'IEC es fundà l'any 1911, amb Antoni Maria Alcover com a primer president, i fa la funció d'acadèmia de la llengua catalana. Aquesta funció comporta l'estudi científic de la llengua, l'establiment de la normativa lingüística i el seguiment del procés d'aplicació d'aquesta normativa en l'àmbit que li és propi: les terres de llengua i cultura catalanes. Per a dur a terme aquestes tasques, la Secció Filològica s'estructura internament en sis comissions: Comissió de Lexicografia, Comissió d'Onomàstica, Comissió de Gramàtica, Comissió del Català Estàndard, Comissió de Transcripció i Transliteració de noms propis i Comissió de Publicacions. Així mateix, de la Secció Filològica depenen les Oficines Lexicogràfiques, l'Oficina d'Onomàstica, l'Oficina de Gramàtica i l'Oficina d'Assessorament Lingüístic.
Alcover i Pompeu Fabra va treballar conjuntament per editar un seguit de Normes ortogràfiques que seran subscrites l'any 1913 per tots els seus membres (tret de Guimerà o altres figures destacables) i que esdevenen la base del català escrit modern tal com l'emprem avui en dia.
En aquest mateix sentit, l'any 1917 es publicà també el Diccionari Ortogràfic de l'Institut, que ha quedat irremeiablement lligat al director del projecte, Pompeu Fabra. Es tracta d'una obra molt completa i que es reedità amb freqüència fins a l'any 1937. Aquesta obra i d'altres són la base per a la publicació l'any 1932 del Diccionari general de la llengua catalana obra del mateix Fabra, i que ha estat adoptat com a normatiu.
L'àmbit d'actuació oficialment reconegut s'estén a les terres de llengua i cultura catalanes. Les competències normativitzadores s'accepten de ple a Catalunya, Catalunya Nord, les Illes Balears i Andorra. Al País Valencià es regeixen per l'Acadèmia Valenciana de la Llengua mentre que a la Franja de Ponent se n'utilitzen les normatives de facto tot i no tenir-hi competències per manca d'oficialitat del català. De les seves obres, cal destacar-ne el Diccionari de la llengua Catalana de l'IEC (publicat l'any 1995) i el Diccionari català-valencià-balear. Entre els seus membres destaquen Josep Carner, Àngel Guimerà o Joan Maragall. El seu president és Nicolau Dols Salas i la vicepresidenta és Mila Segarra Neira.
Inclou diverses societats filials: Societat Catalana d'Estudis Clàssics, Societat Catalana de Llengua i Literatura, Societat Catalana de Sociolingüística, Societat Catalana de Terminologia.

### Secció de Filosofia i Ciències Socials

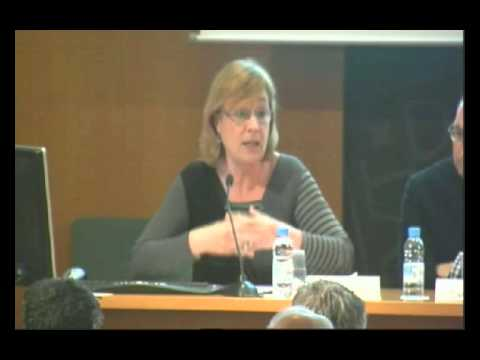
Maria Corominas durant una intervenció a l'IEC

Secció creada el 1968 per a subratllar el caràcter d'acadèmia científica de l'Institut, és a dir, amb el desig de cultivar la recerca en determinades àrees científiques, a part de les dedicades pròpiament a la catalanística i a les ciències dites pures o experimentals, juntament amb llurs respectives aplicacions. A més de la filosofia, que consta en el nom mateix de la Secció, hi són representades actualment les àrees de coneixement següents, que indiquem per ordre alfabètic: antropologia, ciències de la comunicació, dret, economia, geografia, pedagogia i sociologia. Aquesta diversitat de la Secció es reflecteix també en el considerable nombre de societats filials que hi estan vinculades, com són l'Associació Catalana de Sociologia, la Societat Catalana d'Economia, la Societat Catalana d'Estudis Jurídics, la Societat Catalana d'Ordenació del Territori, la Societat Catalana de Comunicació, la Societat Catalana de Filosofia, la Societat Catalana de Geografia, la Societat Catalana de Pedagogia i la Societat d'Història de l'Educació dels Països de Llengua Catalana.
La seva presidenta és Maria Corominas i Piulats i el vicepresident Josep M. Panareda i Clopés.
Inclou diverses societats filials: Associació Catalana de Sociologia, Societat Catalana d'Economia, Societat Catalana d'Estudis Jurídics, Societat Catalana d'Ordenació del Territori, Societat Catalana de Comunicació, Societat Catalana de Filosofia, Societat Catalana de Geografia, Societat Catalana de Pedagogia, Societat d'Història de l'Educació dels Països de Llengua Catalana.

## Societats filials

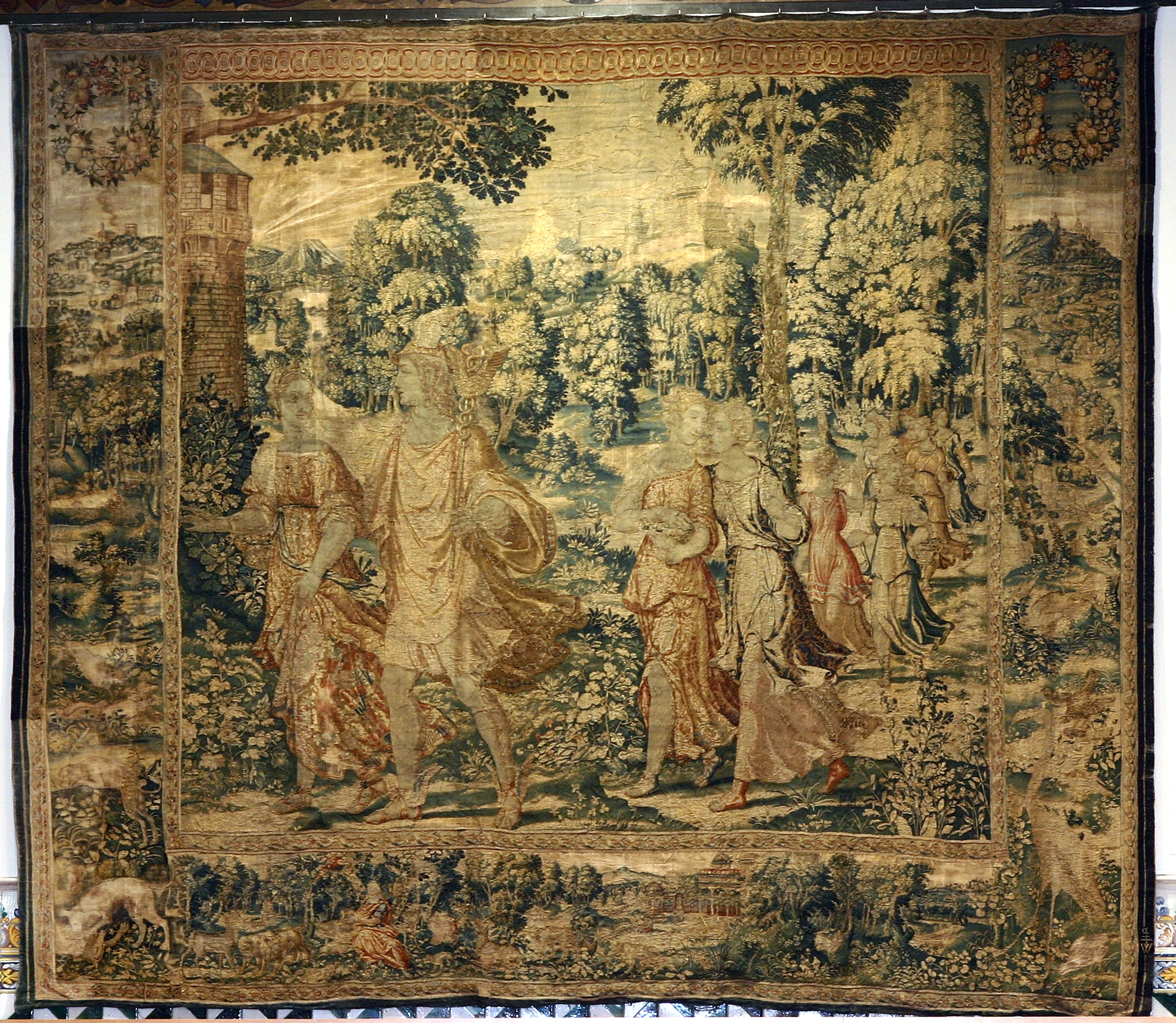
Tapís Flamenc Sala Prat de la Riba de l'IEC

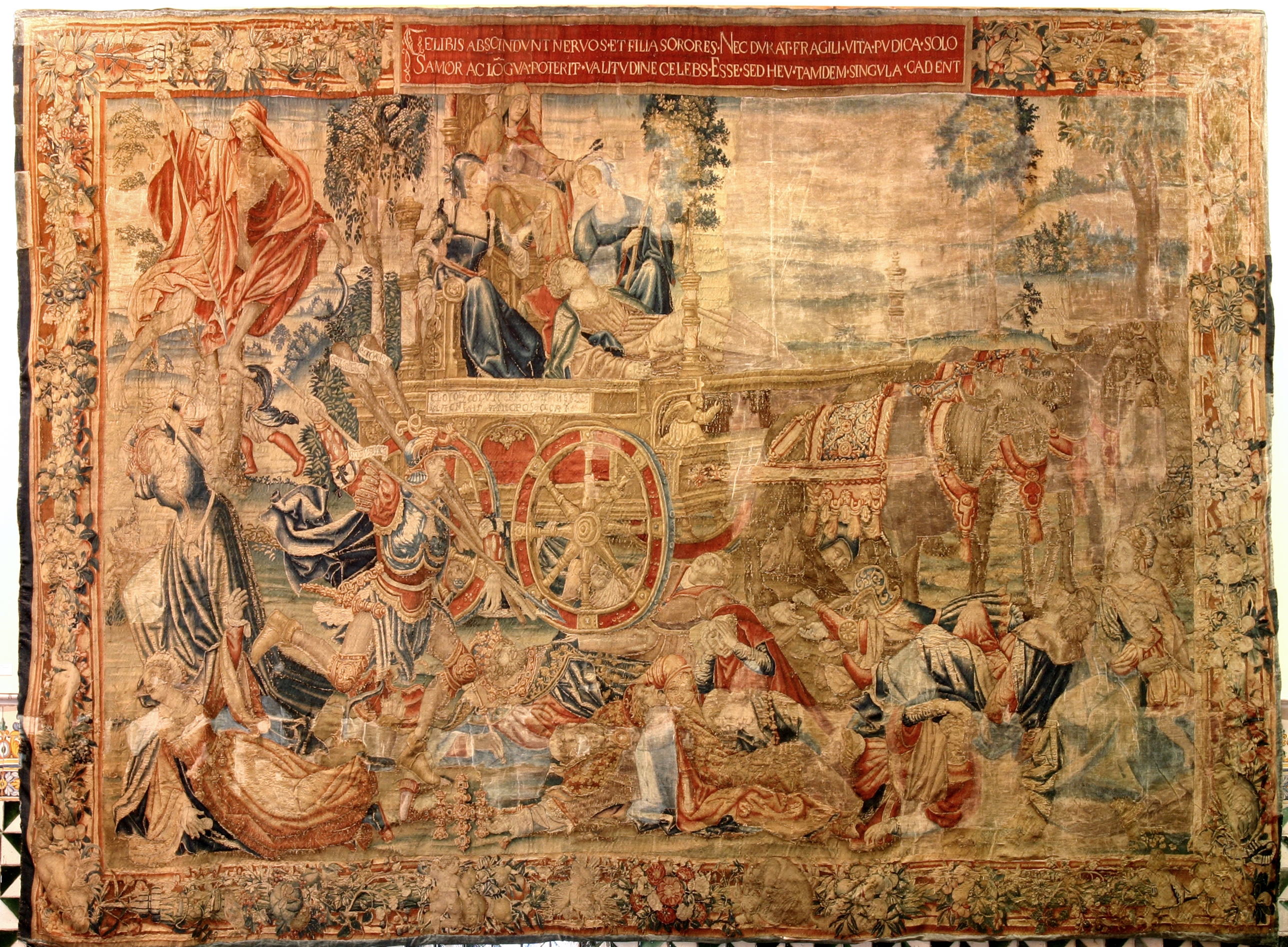
Tapís Flamenc Sala Prat de la Riba de l'IEC

Les societats filials de l'IEC tenen un caire científic o cultural i aporten un valor afegit al seu àmbit d'especialitat. Cada societat està adscrita a una secció de l'Institut, però manté la seva autonomia com a entitat.
Llista alfabètica de societats filials (maig 2016)
- Amics de l'Art Romànic
- Associació Catalana de Ciències de l'Alimentació
- Associació Catalana de Sociologia
- Institució Catalana d'Estudis Agraris
- Institució Catalana d'Història Natural
- Societat Catalana d'Economia
- Societat Catalana d'Estudis Clàssics
- Societat Catalana d'Estudis Hebraics
- Societat Catalana d'Estudis Històrics
- Societat Catalana d'Estudis Jurídics
- Societat Catalana d'Estudis Litúrgics
- Societat Catalana d'Estudis Numismàtics
- Societat Catalana d'Història de la Ciència i de la Tècnica
- Societat Catalana d'Ordenació del Territori
- Societat Catalana de Biologia
- Societat Catalana de Comunicació
- Societat Catalana de Filosofia
- Societat Catalana de Física
- Societat Catalana de Geografia
- Societat Catalana de Llengua i Literatura
- Societat Catalana de Matemàtiques
- Societat Catalana de Musicologia
- Societat Catalana de Pedagogia
- Societat Catalana de Química
- Societat Catalana de Sociolingüística
- Societat Catalana de Tecnologia
- Societat Catalana de Terminologia
- Societat d'Història de l'Educació dels Països de Llengua Catalana[29]

## Membres
Vegeu l'article Llista de membres de l'Institut d'Estudis Catalans i la categoria Membres de l'IEC
Els membres de l'Institut d'Estudis Catalans poden ser numeraris, emèrits, supernumeraris o corresponents.
- Els membres numeraris són aquells que, elegits pel Ple, tenen tots els drets i les obligacions que preveuen els Estatuts.
- Els membres emèrits són aquells que, havent estat membres numeraris, per raó d'edat són exonerats de les obligacions corporatives. Juntament amb els numeraris, constitueixen el Ple de l'Institut, del qual també formen part els presidents de les societats filials.
- Els membres corresponents col·laboren a les tasques científiques de l'Institut i no participen en els òrgans de govern.

Entre els seus membres més destacats hi ha personalitats com Antoni Maria Alcover, Josep Puig i Cadafalch, Pompeu Fabra i Poch, Josep Carner, Àngel Guimerà, Joan Maragall, August Pi i Sunyer, Pere Coromines, Eugeni d'Ors, Joan Coromines o Ramon Aramon i Serra.

### Presidents
| Període     | Imatge | President                                               | Ref    |
| ----------- | ------ | ------------------------------------------------------- | ------ |
| 1907 - 1915 |        | Antoni Rubió i Lluch (rotativament)                     | [ 30 ] |
| 1911 - 1916 |        | Miquel Arcàngel Fargas i Roca (rotativament)            |        |
| 1911 - 1918 |        | Antoni Maria Alcover i Sureda (rotativament)            |        |
| 1915 - 1956 |        | Josep Puig i Cadafalch (rotativament)                   |        |
| 1915 - 1930 |        | Josep Maria Bofill i Pichot (rotativament)              |        |
| 1918 - 1939 |        | Pompeu Fabra i Poch (rotativament)                      |        |
| 1931 - 1937 |        | Pere Coromines i Montanya (rotativament)                |        |
| 1950 - 1958 |        | Eduard Fontserè i Riba (rotativament)                   |        |
| 1950 - 1959 |        | Carles Riba i Bracons (rotativament)                    |        |
| 1958 - 1964 |        | Pius Font i Quer (rotativament)                         |        |
| 1958 - 1970 |        | Jordi Rubió i Balaguer (rotativament)                   |        |
| 1959 - 1961 |        | Josep Maria de Sagarra i de Castellarnau (rotativament) |        |
| 1961 - 1968 |        | Pere Bohigas i Balaguer (rotativament)                  |        |
| 1964 - 1968 |        | Joaquim Carreras i Artau (rotativament)                 |        |
| 1970 - 1974 |        | Pere Domingo i Sanjuán                                  |        |
| 1974 - 1978 |        | Josep Alsina i Bofill                                   |        |
| 1978 - 1982 |        | Joan Ainaud de Lasarte                                  |        |
| 1982 - 1987 |        | Enric Casassas i Simó                                   |        |
| 1987 - 1995 |        | Emili Giralt i Raventós                                 |        |
| 1995 - 2002 |        | Manuel Castellet i Solanas                              |        |
| 2002 - 2005 |        | Josep Laporte i Salas                                   | [ 31 ] |
| 2005 - 2013 |        | Salvador Giner i de San Julián                          | [ 32 ] |
| 2013 - 2021 |        | Joandomènec Ros i Aragonès                              | [ 33 ] |
| 2021 -      |        | Maria Teresa Cabré i Castellví                          |        |

### Secretaris generals
- 1907-1911 - Josep Pijoan i Soteras
- 1911-1920 - Eugeni d'Ors i Rovira
- 1920-1939 - Ramon d'Alòs-Moner i de Dou
- 1942-1989 - Ramon Aramon i Serra
- 1989-1992 - Manuel Castellet i Solanas
- 1992-1998 - Joaquim Rafel i Fontanals
- 1998-2002 - Carles Miralles i Solà
- 2002-2005 - Salvador Alegret i Sanromà
- 2005-2009 - Joandomènec Ros i Aragonès
- 2009-2017 - Romà Escalas i Llimona
- 2017-2021 - Josep Enric Llebot Rabagliati
- 2021-avui - Àngel Messeguer i Peypoch

## Funcions
L'IEC té una quàdruple funció; prescriptiva, de recerca, d'assessorament i de difusió del coneixement.

### Prescriptiva
L'IEC té la funció prescriptiva de la llengua, i ha de proposar a les autoritats públiques els altres àmbits en què també podria tenir una funció prescriptiva. També està capacitat per a realitzar una funció anàloga en altres àmbits del coneixement, especialment en el camp del patrimoni cultural i de la catalanística en general. L'Institut és competent per a realitzar informes, llibres blancs i dictàmens preceptius en aspectes científics.
A principis del segle xx el català era la llengua majoritària i natural de la gent, però no existia encara un estàndard ni unes normes. Prat de la Riba era conscient que «de la cultura catalana l'estat no se'n preocupa i les diputacions hem de suplir aquesta deficiència de l'estat fomentant el conreu i perfeccionament de la llengua». i per aquest motiu, entre d'altres, va decidir crear l'IEC quan era president de la Diputació. Els objectius eren sistematitzar unes regles d'escriptura i promocionar el català com a llengua d'ús científic, els quals es van explicitar el dia de la constitució: «el restabliment i l'organització de tot el que es refereix a la cultura genuïnament catalana" i "la investigació científica de tots els elements de la cultura catalana».
La tasca de sistematització fou encarregada a l'enginyer Pompeu Fabra, un modern lingüista molt reconegut des de la celebració del I Congrés Internacional de la Llengua Catalana l'any anterior. Ell va liderar els debats de la Secció Filològica per anar triant el lèxic i establint les normes ortogràfiques. El mètode utilitzat era el de seleccionar els elements comuns dels diversos dialectes territorials. Finalment el 1913 l'IEC va assolir la fita de publicar les Normes ortogràfiques, que van dotar el català d'una ortografia formal. Immediatament es van generar grans i durs debats sobre algunes de les decisions ortogràfiques preses (el més aferrissat fou el d'escriure els plurals -es i no -as), però de mica en mica s'anaren acceptant. La Mancomunitat va adoptar de seguida el català fabrià, i totes les institucions que va crear l'usaven com a llengua vehicular, des de les diverses escoles d'educació professional fins a les escoles de primària. El 1918 Fabra va publicar la Gramàtica catalana, que fou adoptada oficialment. La Diputació va premiar-lo creant per a ell la Càtedra de Llengua Catalana (que li fou arrabassada durant la primera dictadura). Ja el 1931 va publicar el conegut Diccionari general, i el 1932 la UB el va nomenar per la primera càtedra universitària.

### Recerca
Un dels objectius fundacionals de l'IEC era el de crear «un centre d'estudis científics, concretament especialitzats i destinats, més que no pas a l'ensenyament, a produir ciència i facilitar les investigacions, per saber directament tot allò que tenim de propi, i no haver d'aprendre dels estrangers allò que han estudiat a casa nostra». L'Institut d'Estudis Catalans seria doncs la institució responsable de vetllar i promoure la investigació científica de tots els elements de la cultura catalana, seguint el model de l'Institut de França, que agrupava cinc acadèmies, amb el qual comparteixen objectius.
| «                    | L'Institut est une chose qui est propre à la France. Plusieurs pays ont des académies qui peuvent rivaliser avec les nôtres pour l'illustration des personnes qui les composent et l'importance de leurs travaux. La France, seule, a un Institut où tous les efforts de l'esprit humain sont comme liés en un faisceau, où le poète, le philosophe, l'historien, le critique, le mathématicien, le physicien, l'astronome, le naturaliste, l'économiste, le juriste, le sculpteur, le peintre, le musicien peuvent s'appeler confrères. | » |
| — Ernest Renan, 1867 | |   |

L'IEC actua com a corporació acadèmica i com a centre d'investigació. Té l'obligació de fer recerca de tots els elements de la cultura catalana i, per tant, és un institut de catalanística. Al mateix temps, l'Institut ha de contribuir a la investigació en les diferents àrees de les humanitats, de la ciència i de la tecnologia. Amb el temps l'IEC ha aconseguit esdevenir el referent com a acadèmia de la llengua, però la seva tasca com a centre d'investigació en altres àmbits del saber encara no és tan reconeguda.
- Observatori de la Recerca (OR-IEC): és una unitat integrada dins del Servei de Suport a la Recerca (SSR) de l'Institut d'Estudis Catalans creat l'any 2003 per la Secretaria Científica.[41] Tota la informació sobre els recursos i els resultats de la investigació catalana es gestiona i té visibilitat mitjançant el portal web de l'Observatori de la Recerca (OR-IEC) Arxivat 2018-04-04 a Wayback Machine.[42]

- Comissió d'Investigació: És una Comissió delegada del Ple amb l'objectiu de facilitar la tasca de decisió dels òrgans de govern de l'Institut, tot estudiant i valorant les propostes de programes de recerca fetes per les seccions o proposant-ne al Consell Permanent de Noves.[43]

Des dels seus inicis l'IEC ha prioritzat les seves relacions amb centres de similar activitat tant europeus com americans per a aconseguir una presència internacional de les seves activitats, així com un intercanvi de coneixements i publicacions. Van establir relacions de cooperació amb hispanistes i romanistes amb resultats fructífers, publicació de monografies i la presència com a comunitat científica. Alhora, l'Anuari de l'Institut incorporava articles d'hispanistes d'arreu del món. La pràctica totalitat dels seus membres van viatjar per Europa i Àfrica entre 1908 i 1910 per cercar contactes científics que van aportar fins a 129 obres i subscripcions per intercanvi el 1910.
En l'àmbit espanyol, l'IEC va col·laborar a la creació i desenvolupament de l'Escuela para Estudios Arqueológicos e Históricos de Roma, creada per la Junta de Ampliación de Estudios de Madrid, una institució que va comptar amb Josep Pijoan com a secretari. Les dificultats econòmiques van qüestionar el projecte i Pijoan, que a més tenia una situació personal complicada, va acabar marxant al Canadà amb algun viatge esporàdic a Catalunya. A Roma van estar pensionats en Francesc Martorell i Ramon d'Alòs-Moner que, en tornar, van treballar per preparar l'obertura de la Biblioteca de Catalunya.

### Assessorament
L'IEC elabora informes de referència i llibres blancs sobre aspectes d'interès prioritari per a la societat. L'IEC ha d'aportar coneixement a les grans qüestions del seu àmbit territorial, per exemple compilant l'estat del coneixement sobre la matèria considerada. Així, l'elaboració d'aquests documents ha de servir per a aportar llum sobre aquestes qüestions, des de la independència i la solvència científiques, amb l'objectiu d'esdevenir el consell consultiu científic de les administracions del seu àmbit territorial.

### Difusió del coneixement
Les tasques de l'IEC són científiques, i per això orienta les seves actuacions principalment a la comunitat científica, sense oblidar que la societat en general. Entre les seves funcions estratègiques es troben facilitar l'accés als resultats de la recerca realitzada en el seu àmbit territorial; promoure les activitats de discussió científica, fixar el llenguatge científic en català i estendre'n l'ús; elaborar i difondre obres de referència en els diversos camps de coneixement i mantenir actualitzades i accessibles bases de dades de suport al coneixement i a la recerca. També promou iniciatives de formació d'alt nivell en temes relacionats amb la catalanística.

## Publicacions
Les publicacions de l'IEC són el resultat de la recerca i de les activitats dutes a terme per aquesta corporació, i tenen per objectiu difondre tota classe d'assoliments científics i culturals aconseguits per especialistes de totes les disciplines d'arreu dels Països Catalans i del món. La seva producció ha passat per èpoques diverses, i ha variat segons les circumstàncies històriques i polítiques del moment, però mai no ha quedat anul·lada del tot, ni tan sols en el període més difícil de l'opressió franquista, corresponent a la dècada dels anys quaranta del segle xx. Actualment l'IEC produeix més de 100 publicacions científiques anuals, que distribueix mitjançant diversos canals: 
- Una botiga pròpia, la Llibreria de l'Institut d'Estudis Catalans, ubicada al carrer de Maria Aurèlia Capmany, 14-16, del barri del Raval de Barcelona, especialitzada en publicacions científiques (llibres i revistes), incloent-hi tot el fons i les novetats editorials de l'IEC.
- L'Hemeroteca Científica Catalana (HCC): es tracta d'un projecte obert a la comunitat científica dels territoris de cultura catalana, amb l'objectiu de facilitar la producció i difusió de revistes científiques, o d'alta divulgació científica, en format digital i accés obert. L'HCC utilitza l'aplicació Open Journal Systems, un programari de codi obert per a la gestió i la publicació de revistes.[44]
- Portal de publicacions: Un portal en línia de distribució de les revistes gestionades per l'IEC.[45]

## Fundacions i participacions institucionals
L'IEC gestiona diverses fundacions:
- La Fundació Mercè Rodoreda, constituïda el 1992 per l'IEC, hereu de la propietat intel·lectual de Mercè Rodoreda, amb la finalitat de tenir cura de la seva obra i de gestionar-ne els drets d'autor corresponents. La Fundació disposa de l'arxiu personal de l'escriptora i d'una biblioteca complementària, ambdós ubicats a la Casa de Convalescència
- La Fundació Ferran Sunyer i Balaguer, creada el 1983 per Maria Assumpció Carbona i Balaguer i Maria dels Àngels Carbona i Balaguer, cosines del matemàtic Ferran Sunyer i Balaguer, i gestionada des del 1991 per l'Institut d'Estudis Catalans.

Forma part del patronat de diverses fundacions: Fundació Ferran Sunyer i Balaguer, Fundació Mercè Rodoreda, Fundació Universitat Catalana d'Estiu, Fundació Carles Salvador, Fundació Pere Coromines, Fundació puntCat i Fundació Alsina Bofill.
També forma part del Centre de Recerca Ecològica i Aplicacions Forestals (CREAF), del Consorci Patronat Vil·la Romana de Tossa, del Consorci Centre de Recerca Matemàtica, del Consorci del Centre de Terminologia (TERMCAT) i del Consorci Institut Ramon Llull. A la vegada, és present en els òrgans institucionals de la Biblioteca de Catalunya, del Consell Social de la Llengua Catalana, del Centre d'Estudis Catalans de la Universitat París IV i de l'Institut Franco-Català Transfronterer.

## Arxiu
L'IEC disposa d'un fons documental i arxivístic que gestiona des del seu Servei de Documentació i Arxiu. L'arxiu disposa d'una versió accessible en línia, amb alguna de les sèries del fons, format per diversos fons personals, l'arxiu històric de la mateixa entitat, dels seus membres destacats i d'altres organitzacions. El maig de 2016 ocupava nou-cents cinquanta metres lineals.
Arxius de membres de l'IEC
- Fons Ramon d'Abadal i de Vinyals
- Fons Ramon d'Alòs-Moner i de Dou
- Fons Lluís Faraudo i de Saint-Germain
- Fons Salvador Giner de Sociologia
- Fons Francesc Martorell i Trabal
- Fons Lluís Nicolau d'Olwer
- Fons Josep Roca-Pons
- Fons Jaume Serra i Húnter
- Fons Josep de C. Serra i Ràfols
- Fons Ferran Soldevila
- Fons Miquel Tarradell
- Fons Esteve Terradas
- Fons Josep Vallverdú i Aixalà - Jordi Rubió i Balaguer (correspondència)

Altres fons
- Fons Amics de l'Art Vell
- Fons Josep M. Batista i Roc
- Fons del Congrés Internacional d'Arqueologia Clàssica (XIV : 1993 : Tarragona)
- Fons Editorial Pedagògica / APEC
- Fons Pompeu Fabra de Jordi Mir
- Fons de la Fundació Ferran Sunyer i Balaguer
- Fons Masriera
- Fons Patxot
- Fons Joan Prat (Armand Obiols)
- Fons Mercè Rodoreda
- Fons Subias i Galter

## Fons d'Art
L'Institut d'Estudis Catalans disposa d'un fons d'art propi, iniciat el 1995. El 2007 estava format per 67 obres d'art: 44 pintures, 12 escultures, 3 dibuixos, 2 gravats, 1 ceràmica, 1 tapís i 1 grafit, pintat en el sostre de la Sala Pere Coromines. Les obres de més rellevància són IEC, d'Antoni Tàpies (2001), Parc de la Ciutadella, de Josep Amat (1984), Collage a l'Institut d'Estudis Catalans, d'Antoni Clavé (1994), Homenatge a Jacint Verdaguer, de Damià Jaume (2001) i Institut d'Estudis Catalans 1997-1998, de Josep Guinovart. També disposen d'orbes de Joan vila Grau, Joan Brossa, Rosa Serra, Joaquim Torres Garcia, Josep Maria Subirachs, Ernest Altés i Andreu Alfaro.

## Premis
Tant l'IEC, com les seccions i les societats filials tenen la tradició d'atorgar premis a institucions i a persones que, amb llur activitat i treball, contribueixen a assolir la finalitat de l'Institut, englobats amb el nom de Premis Sant Jordi. Els premis de l'Institut d'Estudis Catalans, instituïts l'any 1914, constitueixen la tradició més antiga de l'acadèmia catalana de les ciències i les humanitats. Tenen l'objectiu de ser un estímul per als estudiosos de tots els camps del saber que s'expressen en llengua catalana.
| Organització                           | Premi                                                                  | |
| -------------------------------------- | ---------------------------------------------------------------------- | --- |
| IEC                                    | Premi Internacional Catalònia de l'Institut d'Estudis Catalans         | Premi instituït l'any 1968. Té periodicitat biennal i és ofert a un investigador estranger estudiós de les terres de llengua catalana o de qualsevol aspecte de llur cultura.                                                           |
| IEC                                    | Premi Prat de la Riba de l'Institut d'Estudis Catalans                 | Premi instituït l'any 1916 i ofert a una obra d'un investigador de les terres de llengua catalana dedicada a ecologia, botànica, zoologia, medicina o qualsevol altra disciplina de la biologia publicada durant els darrers cinc anys. |
| IEC                                    | Premi de Medi Ambient de l'Institut d'Estudis Catalans                 | |
| IEC                                    | Premi Rafael Patxot i Jubert                                           | |
| IEC                                    | Premi Catalunya del Nord                                               | Premi instituït l'any 2008 i ofert a un estudi, treball o document per a l'ensenyament del català a qualsevol nivell i pel coneixement de Catalunya Nord o de qüestions que l'afecten.                                                  |
| Secció Històrico-Arqueològica          | Premi IEC d'Arqueologia i Història Antiga Josep Puig i Cadafalch       | Premi instituït l'any 1963 i ofert a la millor tesi doctoral o al millor treball d'investigació sobre arqueologia o història antiga. |
| Secció Històrico-Arqueològica          | Premi IEC d'Història Medieval Pròsper de Bofarull                      | Premi instituït l'any 1947 i ofert a la millor tesi doctoral o al millor treball d'investigació sobre història medieval de les terres catalanes.                                                                                        |
| Secció de Ciències Biològiques         | Premi IEC de Fisiopatologia Quirúrgica Joaquim i Antoni Trias i Pujol  | |
| Secció de Ciències Biològiques         | Premi IEC de Botànica Pius Font i Quer                                 | Premi instituït l'any 1965 i ofert a la millor tesi doctoral o al millor treball d'investigació sobre botànica de les terres catalanes.                                                                                                 |
| Secció de Ciències i Tecnologia        | Premi IEC de Ciències Físiques Eduard Fontserè                         | Premi instituït l'any 1976 i ofert a la millor tesi doctoral o al millor treball d'investigació sobre ciències físiques. |
| Secció de Ciències i Tecnologia        | Premi IEC de Teoria i Crítica d'Arquitectura Lluís Domènech i Montaner | Premi instituït l'any 1983 i ofert a la millor tesi doctoral o al millor treball d'investigació sobre arquitectura de les terres catalanes.                                                                                             |
| Secció Filològica                      | Premi IEC de Gramàtica Històrica i Història de la Llengua Marià Aguiló | |
| Secció Filològica                      | Premi IEC de Lexicografia i Onomàstica Joan Coromines                  | Premi instituït l'any 1997 i ofert a la millor tesi doctoral o al millor treball d'investigació sobre lexicografia o sobre onomàstica.                                                                                                  |
| Secció de Filosofia i Ciències Socials | Premi IEC de Filosofia Joaquim Carreras i Artau                        | |
| Secció de Filosofia i Ciències Socials | Premi IEC de Dret Manuel Duran i Bas                                   | |

Més enllà dels premis de l'IEC i de les seves seccions, les societats filials també organitzen els seus propis premis.

## Reconeixements
El 1978 va rebre el Premi d'Honor Lluís Carulla. L'any 1996 fou guardonat amb el Premi Nacional a la Projecció Social de la Llengua Catalana i el 2002 la seva secció filològica amb el Premi Nacional de Patrimoni Cultural. El 2010 la Generalitat li concedí la seva màxima distinció honorífica, la Medalla d'Or, «en reconeixement a [sic] la seva tasca en la recerca en els àmbits de la cultura catalana» i també de «la seva fidelitat al llarg de més d'un segle envers els objectius fundacionals».